# Love in a Million Shades
Love In a Million Shades to czwarty album studyjny fińskiej piosenkarki Hanny Pakarinen zrealizowany 14 stycznia 2009 przez RCA. Wydanie płyty zostało poprzedzone singlem "Make Believe", a następnie kontynuowane singlami "Shout It Out Loud", "Love In a Million Shades" oraz "Rescue Me".
Album zajął 7. miejsce w fińskiej liście albumów, stając się jednocześnie najniżej notowanym w tym zestawieniu albumem Hanny. Krążek spędził mniej niż dwa miesiące w rankingu i sprzedał się w niewielkim nakładzie 7,000 kopii, co sprawiło, że jest to pierwsza płyta piosenkarki bez żadnego statusu.

## Single
- "Make Believe" jest pierwszym singlem na "Love In a Million Shades"
- "Shout It Out Loud" to drugi singiel z tego albumu, sięgnął on 2. miejsca na liście fińskich singli. To sprawia, że niska sprzedaż i pozycja w rankingach całego albumu jest bardzo zaskakująca.
- "Love In a Million Shades" to tytułowy utwór, trzeci singiel, któremu towarzyszył teledysk (pierwszy od dwóch lat). Dodatkowo promował on fiński film "Kielletty Hedelmä" ("Zakazany Owoc").
- "Rescue Me" jako czwarty i ostatni singiel z tego albumu miał na celu promowanie trasy koncertowej Hanny.

## Lista Utworów
1. "Almost Real"
2. "Shout It Out Loud"
3. "When We Hear Hallelujah"
4. "Liar"
5. "Rescue Me"
6. "A Thief That Holds My Heart"
7. "Love In a Million Shades"
8. "Make Believe"
9. "Lover, Friend Or Foe"
10. "Maybe It's a Good Thing"
11. "Better Off Alone" (digital bonus track)

## Teledyski
- "Love In a Million Shades"